# Medailon (žurnalistika)
Medailon je autorský subjektivní pohled na člověka (jeho dílo, názory,...). Není nocionální, neutrální a též není nezaujaté jako portrét. Primární je vyjádření autora a jeho vztahu k osobě, o níž píše (možnost úcty, obdivu).